# Hypsirhynchus polylepis
Hypsirhynchus polylepis là một loài rắn trong họ Rắn nước. Loài này được Buden mô tả khoa học đầu tiên năm 1966.